# バードシャーヒー・モスク

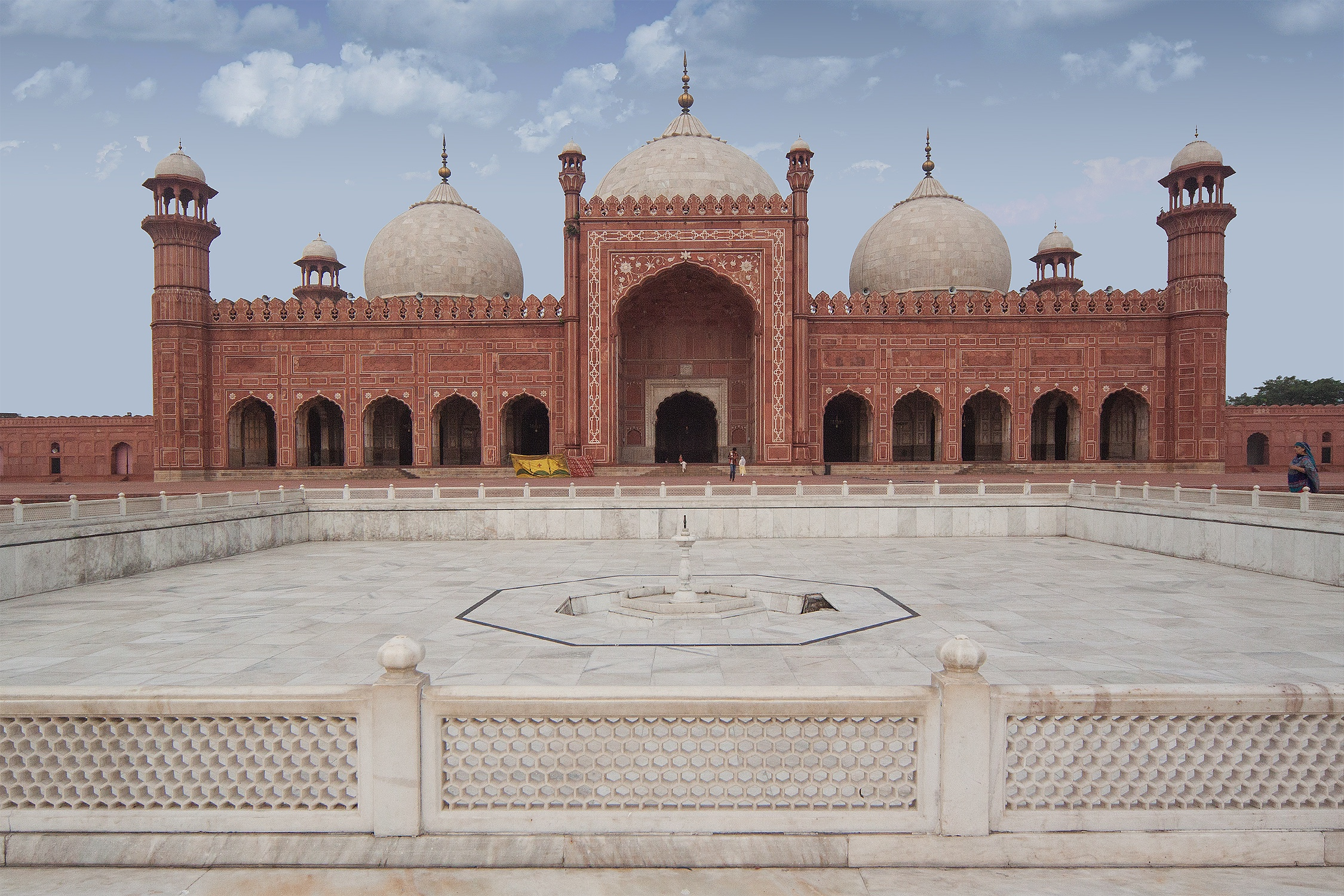
正面からの全景

バードシャーヒー・モスク (英語: Badshahi Mosque, ウルドゥー語: بادشاہی مسجد, 「皇帝のモスク」の意味) は、ムガル帝国の第6代君主アウラングゼーブの命によってラホールに建設されたモスク。1671年から1673年にかけて建設された同モスクは、完成時には世界最大のモスクであった。現在は、パキスタンで2番目、世界で5番目に広いモスクである。同モスクはラホールを象徴するもっとも有名なランドマークであり、主要な観光地である。アウラングゼーブによる建築プランは、彼の父シャー・ジャハーンがデリーに建てたジャーマー・マスジドに似ているが、バードシャーヒー・モスクの方がはるかに大きい。同モスクは、野外モスク (イードガー) として機能している。27万6,000平方フィート (約2万5,641平方メートル) の中庭は10万人の礼拝者を、屋内には1万人の礼拝者を、それぞれ収容可能。ミナレットは高さ60メートル (196フィート) 。同モスクは、もっとも有名なムガル様式の建造物の一つであるが、シク王国のランジート・シングの統治期 (1801年 - 1839年) においては不遇を託った。
パキスタン政府は1993年、バードシャーヒー・モスクを世界遺産の暫定リストに掲載した。

## 立地
同モスクは、ラホール城のアーラムギーリー門のちょうど向かい、ハズーリー・バーグ庭園に隔てられたウォールド・シティ内に位置する。庭園の東側が、ラホールにある13の門の一つ、ローシュナーイー門.である。モスクのそばには、ムハンマド・イクバール廟がある。

## 歴史

### 1671 – 1849年
同モスクは、ムガル帝国の第6代君主であるアウラングゼーブによって建設された。彼は、先代の君主たちとは異なり、芸術や建築のパトロンではなかった。同モスクは、1671年から73年にかけて、フィダイ・カーン・コカ (Fidai Khan Koka) の指導の下で建設された。

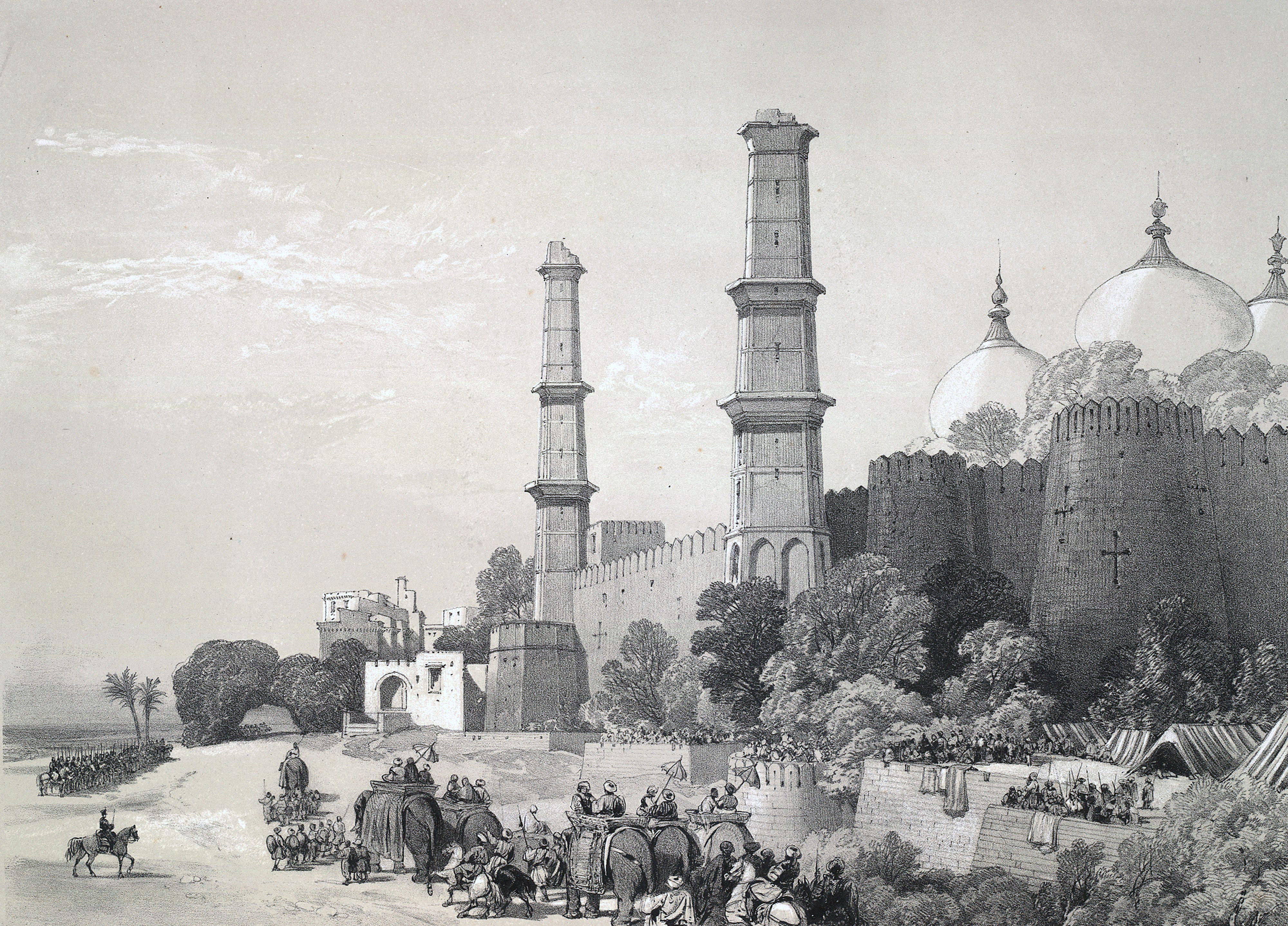
ドゥリープ・シングによるモスクへの入場

1799年7月7日、スケルチャキア・ミスルの首長ランジート・シングによるシク教徒の軍隊が、ラホールを支配下に置いた。街の占領の後、ランジート・シングが同モスクの中庭を軍馬用の馬小屋として、中庭を取り囲む80の小部屋 (hujras) を兵舎と倉庫としてそれぞれ使用したため、モスクの神聖性は損なわれた。ランジート・シングはまた、モスクに隣接したハズーリー・バーグ庭園を公的な宮殿として使用した。

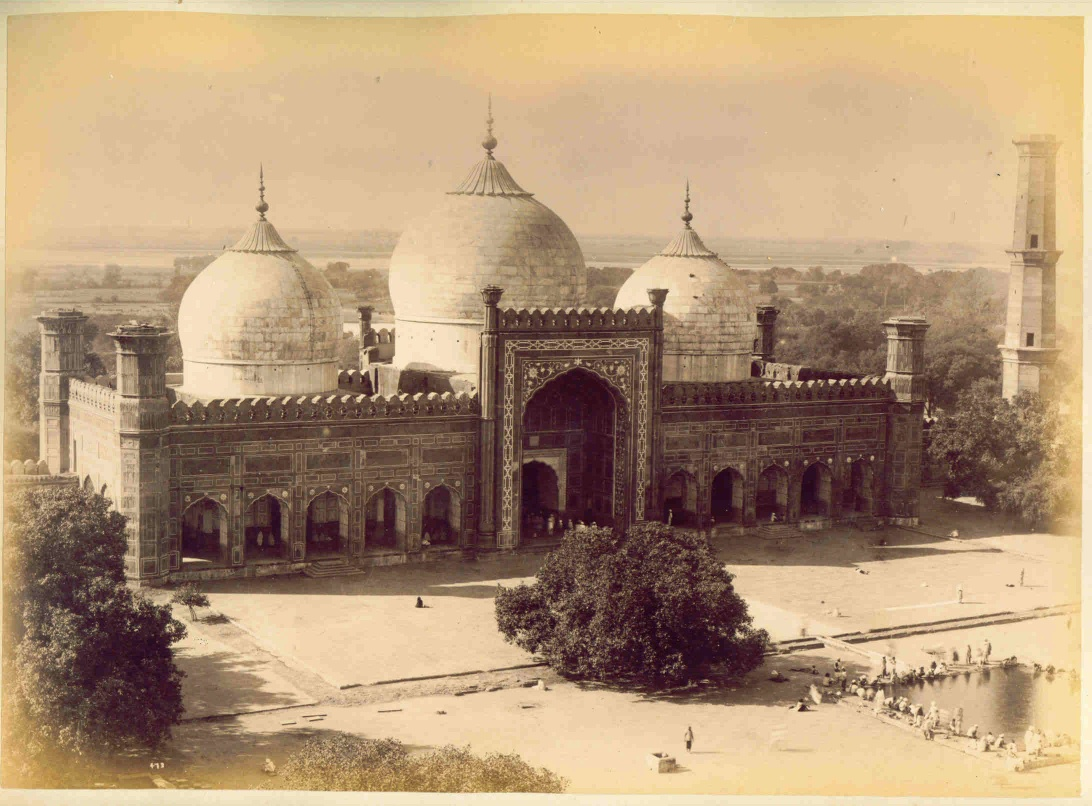
1880年代、壊れたミナレット

第一次シク戦争前の1841年、ランジート・シングの息子シェール・シングは、モスクの大ミナレットを軽砲 (zamburahs) の設置場所として利用した。軽砲は、隣接するラホール城に籠城したチャーンド・カウルの支持者を砲撃するために使用された。ラホール城は、この砲撃で大きなダメージを負った。この砲撃の一つによって謁見の間 (Diwan-e-Aam) が破壊された。謁見の間は、後にイギリス領インド帝国によって再建されるものの、以前の状態通りには戻らなかった。この間、シェール・シングの軍隊に雇われていたフランス人騎兵将校ヘンリー・ド・ラ・ルーシュ (Henri De la Rouche)は、一時的に弾薬を貯蔵するため、同モスクからラホール城へと繋がるトンネルを利用した。

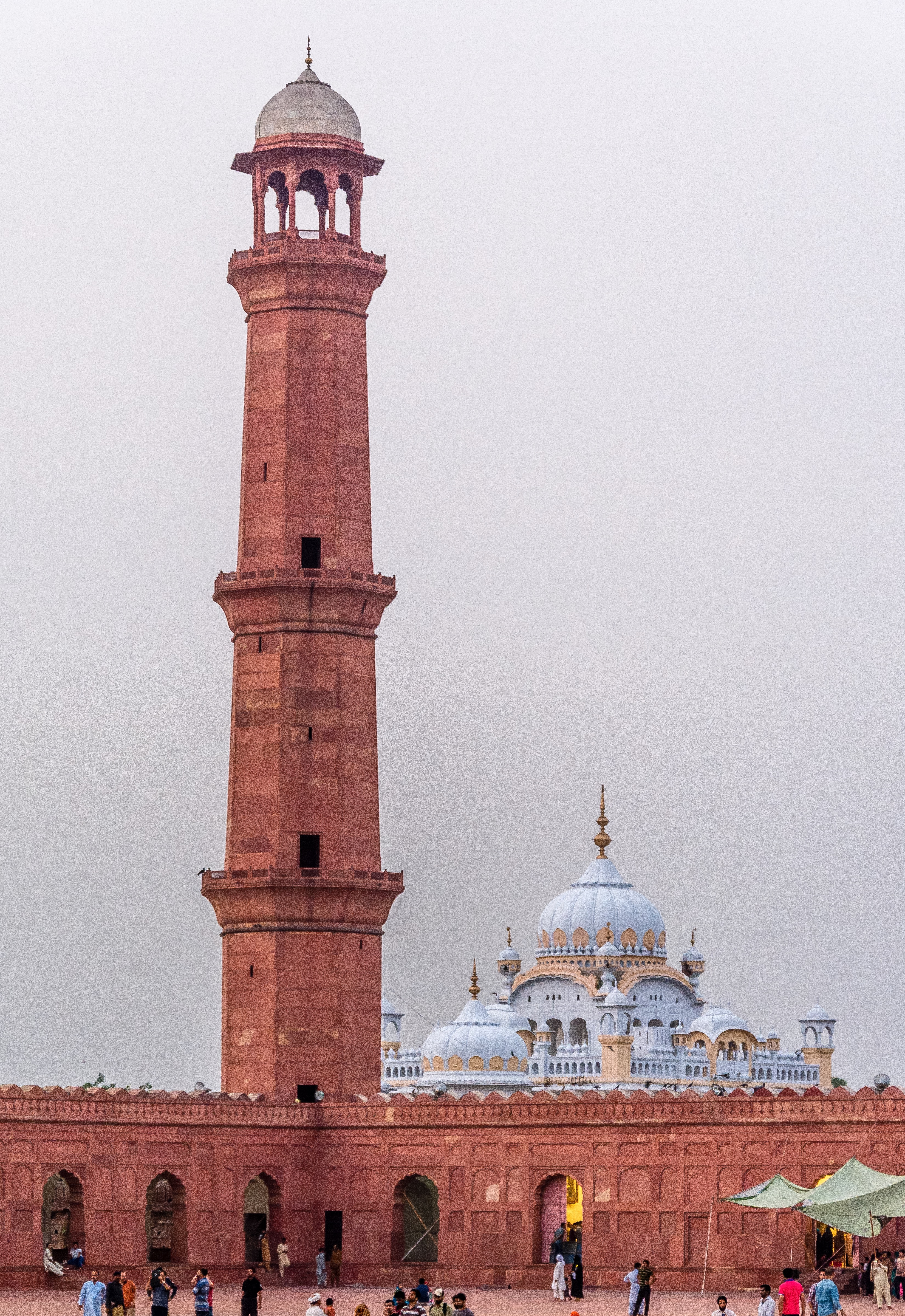
モスクのミナレット。後方は隣接するランジート・シング廟

イギリス領インド帝国期の1849年、イギリスは引き続き同モスクと隣接するラホール城を軍の駐屯地として使用した。巨大な中庭の三方を取り囲む壁の中に設置された80の小部屋 (hujras) は、本来は学習部屋であり、ランジート・シングが統治するシク王国の軍が兵舎や倉庫として使用された。イギリスは、反イギリス活動に使用されることを防ぐために小部屋を破壊して、オープン・アーケード (dalans) の様式に建て替えた。

### 1849 – 1947年

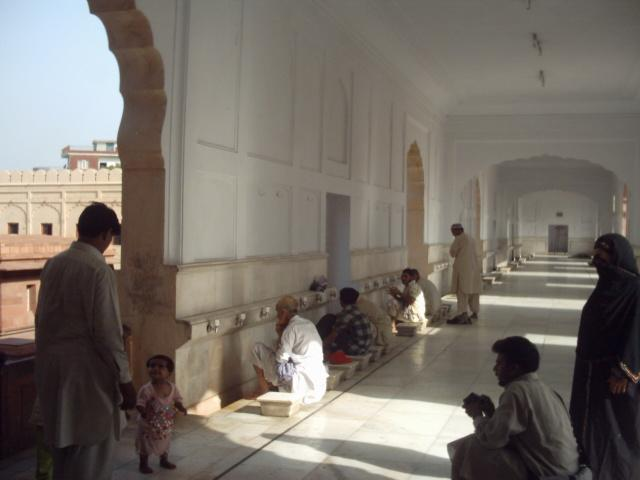
中庭東側の壁面の様子

モスクがイギリス軍の駐屯地として使用されていることに対するムスリムの憤りが高まったことにより、イギリスは礼拝施設としての再興と監督のため、バードシャーヒー・モスク管理組合を1852年に立ち上げた。それ以降、同管理組合の管理の下、同モスクの改修が漸次実施された。1939年以降は、パンジャーブの首長シカンダル・ハヤート・カーンが基金を立ち上げ、大規模な修繕が実施された。改修は、建築家ナワーブ・ゼン・ヤール・バハードゥル (Nawab Zen Yar Jang Bahadur) の監督の下で行われた。改修は1960年まで続き、総費用は480万ルピーであった。

### 独立後
1974年2月22日、イスラム協力機構の第2回サミットの式典において、イスラム教徒であるイスラム諸国39ヶ国の首脳が、同モスクでの金曜日の集団礼拝に参加した。参加した主な首脳は、パキスタンのズルフィカール・アリー・ブットー首相、サウジアラビアのファイサル国王、リビアのムアンマル・アル＝カッザーフィー大佐、パレスチナ解放機構のヤーセル・アラファート議長、クウェートのサバーハ3世首長らであった。この時の集団礼拝は、同モスクのハティーブを務めていたマウラーナーであるアブドゥル・カーディル・アザド (Abdul Qadir Azad) であった。
1939年から1960年にかけて、同モスクは建設当初の状態に戻すための改修が行われた。1993年、パキスタン政府は同モスクを世界遺産の暫定リストに掲載した。
2000年、大理石をはめ込んだ主礼拝室が改修された。2008年には、モスクの中庭の赤色砂岩のタイルの交換作業が始まった。特に赤色砂岩は、元々使用されていたインドのジャイプル近郊から、修復のために輸入された。

## 特徴

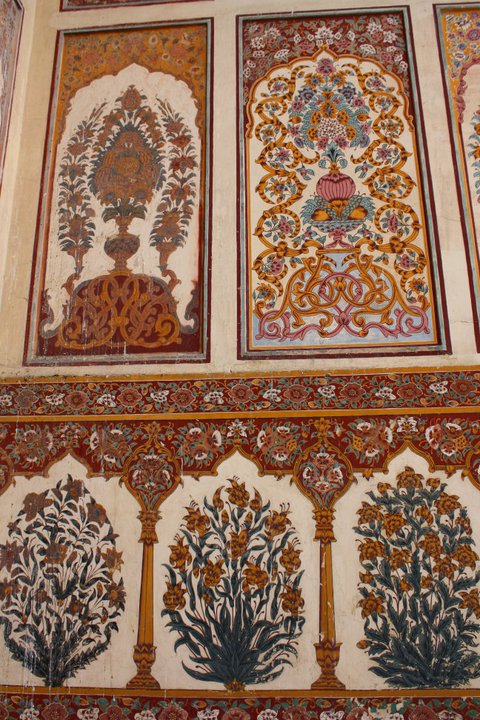
植物の柄をあしらったモスク内部の壁面

同モスクの建築プランは、アウラングゼーブの父シャー・ジャハーンがデリーに建てたジャーマー・マスジドに類似している.。同モスクは、通常のモスクと野外モスク (イードガー) の双方の機能を兼ね備えている。同モスクの東側は入場階段になっており、砂岩で出来たアーチ形天井のある入り口を抜けることになる。中庭は、27万6,000平方フィート (約2万5,641平方メートル) で、一つの通路で囲まれている。同モスクの四隅には、赤色砂岩でできた八角形で3階建てのミナレットが存在する。このミナレットには、オープンで大理石に覆われた天蓋がある。中庭は、4本の小さなミナレットによって形作られている。礼拝室は、中央のアーチ状の壁龕と、各サイドに5つのアーチがあり、このアーチは中央の壁龕のおよそ3分の1の大きさである。最大のドームは中央のアーチに隠れており、両脇には2つの球根上の大理石のドームがある。その上同モスク、左右対称で、バランスの取れた明快性と均整を湛えている。
ミナレットは60メートル (196フィート) で、外周は67フィート、内周は8.5フィートである。同モスクは、せりあがったプラットホーム上に建てられており、段差が22段ある。入口ゲートの上部の部屋は一般には公開されていないが、預言者ムハンマドとその娘婿で従兄弟のアリーの聖遺物 と信じられている彼らの髪の毛がある。
主礼拝室はアーチによって7つに分けられている。礼拝室中央の上部には3つのドームがある。一つがメインで残る二つがサブであるが、これはムガル様式に共通した特徴である。中庭は、ブラウンストーンの石板で構成されている。同モスクの内装は、貴重な石を使い花柄デザインで装飾されている。主礼拝室の各サイドにある3つの礼拝室は、教育目的で使用されている部屋である。同モスクは、屋内に1万人、中庭に10万人の礼拝者を収容することが可能である。この中庭は、世界中のどのモスクのものよりも広い。